# Sveti Rok-tunnel

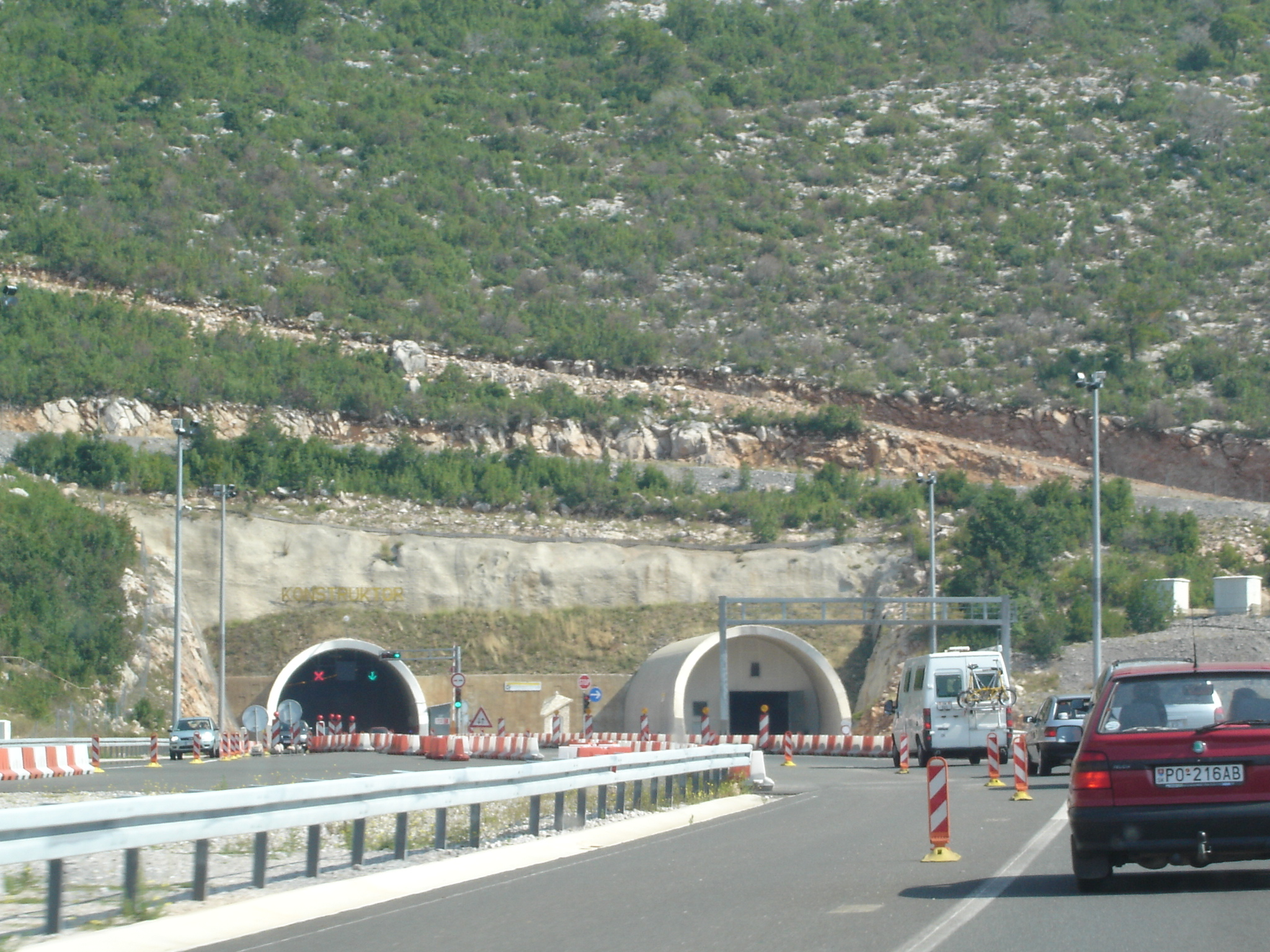
Zuidwestelijke ingang van de tunnel

De Sveti Rok-tunnel is een tunnel in snelweg A1 bij Lika, Kroatië. De tunnel is 5687 m lang en voert door de Velebitberg tussen de dorpen Sveti Rok en Posedarje. Het is een belangrijk deel van de A1 van Zagreb naar Šestanovac.
De westelijke buis is in 2003 geopend en men heeft in 2008 de oostelijke helft volledig geboord. Het tunnelcomplex is officieel geopend op 30 mei 2009. Daarmee is de Sveti Rok de langste vierstrooks tunnel in Kroatië.